# Размислов Ананій Прокопович
Ра́змислов Ана́ній Проко́пович (* 6 листопада 1915, деревня Сотчем села Палевиці Усть-Сисольського повіту Вологодської губернії (нині Сиктивдинського району Республіки Комі) — † 30 вересня 1943, село Велика Кохнівка (зараз у складі міста Кременчука)) — комі поет, перекладач.

## Біографія та творчість
Народився в селянській сім’ї. Початкову школу скінчив у Сотчемі, потім чотири роки навчався в Усть-Вимській школі II другого ступеня. Вірші почав писати ще за шкільних років, «публікував» їх у шкільній літературній газеті; на 1931 рік припадає перша «доросла» публікація — в журналі «Ордым». Того ж таки року пішов на курси літературних працівників, а після закінчення два роки працював редактором комі книжкового видавництва. У 1933–1937 роках навчався у Вологодському автодорожньому технікумі, по закінченні працював на будівництві шляхів. 1939 року повернувся на роботу в Комігосвидав, а 1941 був призначений заступником редактора газети «Комі комсомолець».
Писав переважно у жанрах пейзажної та інтимної лірики. Основні теми поезії Размислова — краса Півночі, любов, дружба. Єдина за життя збірка «Перше кохання» (комі «Медводдза любов»), до якої увійшла також однойменна поема, вийшла друком 1941 року. Перекладав з російської вірші та поеми Пушкіна, Маяковського. Також вважається одним із найкращих перекладачів Івана Куратова російською.
9 липня 1941 року мобілізований. Навчався на вищих курсах «Выстрел», служив у тилу на будівництві оборонних укріплень. З середини 1942 року воював на Західному фронті, пізніше — Воронезькому та Степовому.
Загинув у боях за Україну в садибі мешканки села Велика Кохнівка Параски Прокопівни Коби.

## Видання творів
- Стихъяс. Сыктывкар, 1950.
- Кывбуръяс. Сыктывкар, 1961.

### В українському перекладі
- Зоряниця. Харків, 1985.
- Поема «Перше кохання» — в антології комі поезії «Пісні з-над Печори» (1975).

### Додаткова література
- В. А. Латышева. Ананий Прокопьевич Размыслов. Сыктывкар, 1950.
- Очерки истории коми литературы. Сыктывкар, 1958.
- Коми советские писатели. Сыктывкар, 1968, с. 401–424.